# Geraldton Airport
Geraldton Airport är en flygplats i Australien. Den ligger i kommunen Geraldton-Greenough och delstaten Western Australia, omkring 370 kilometer norr om delstatshuvudstaden Perth. Geraldton Airport ligger 37 meter över havet.
Närmaste större samhälle är Geraldton, nära Geraldton Airport. 
Trakten runt Geraldton Airport består till största delen av jordbruksmark. Runt Geraldton Airport är det mycket glesbefolkat, med 6 invånare per kvadratkilometer. Stäppklimat råder i trakten. Genomsnittlig årsnederbörd är 360 millimeter. Den regnigaste månaden är juni, med i genomsnitt 65 mm nederbörd, och den torraste är februari, med 3 mm nederbörd.